# Science-Fiction-Jahr 1946
Übersicht

◄◄ | ◄ | 1942 | 1943 | 1944 | 1945 | Science-Fiction-Jahr 1946 | 1947 | 1948 | 1949 | 1950 | ► | ►►

Weitere Ereignisse